# Mount Lowe, Antarktis
Mount Lowe är ett berg i Antarktis. Det ligger i Östantarktis. Argentina och Storbritannien gör anspråk på området. Toppen på Mount Lowe är 990 meter över havet, eller 434 meter över den omgivande terrängen. Bredden vid basen är 4,9 km.
Terrängen runt Mount Lowe är kuperad åt sydost, men åt nordväst är den platt. Trakten är obefolkad. Det finns inga samhällen i närheten.